# Henry McGee
Henry McGee (ur. 14 maja 1928 w South Kensington, zm. 28 stycznia 2006 w Londynie) – brytyjski aktor, znany głównie z programu telewizyjnego The Benny Hill Show. Aktor zmarł po długoletniej walce z chorobą Alzheimera. Ostatnie sześć miesięcy życia McGee spędził w prywatnej klinice. 
W trakcie swojej kariery Henry McGee grał drugoplanowe role w takich filmach jak Rewolwer i melonik, Święty, Włoska robota czy Zemsta Różowej Pantery. Występował też z powodzeniem w wielu rolach teatralnych. 

## Filmografia
Źródło: 
- 1950: Siedem dni do dwunastej w południe – żołnierz
- 1956: Marynarzu, strzeż się! – mleczarz
- 1965: Fanatic – rektor
- 1966: Święty – Reeves (odc. 83)
- 1968: Rewolwer i melonik – Maidwell (odc. 132)
- 1969: Włoska robota – Tailor
- 1969-1989: The Benny Hill Show –
  - on sam,
  - różne role
- 1973: Digby, the Biggest Dog in the World – prezenter telewizyjny
- 1973: Holiday on the Buses – kierownik kurortu wakacyjnego
- 1974: The Cherry Picker – Pilkington
- 1974: The Best of Benny Hill –
  - on sam,
  - różne role
- 1976: Adventures of a Taxi Driver – inspektor Rogers
- 1977: Come Play with Me – wicepremier
- 1978: Zemsta Różowej Pantery – oficer Bardot
- 1978: Cała naprzód: Emanuello do dzieła! – Harold Hump

### Role głosowe
- 1995: Asterix podbija Amerykę – Juliusz Cezar (głos, brytyjski dubbing)